# Campionatul Mondial de Atletism în sală din 1993
A 4-a ediție a Campionatului Mondial de Atletism în sală s-a desfășurat între 12 și 14 martie 1993 la Toronto, Canada. Au participat 560 de sportivi din 93 de țări.

## Sală
Probele au avut loc la SkyDome din Toronto. Aceasta a fost inaugurată în anul 1989.

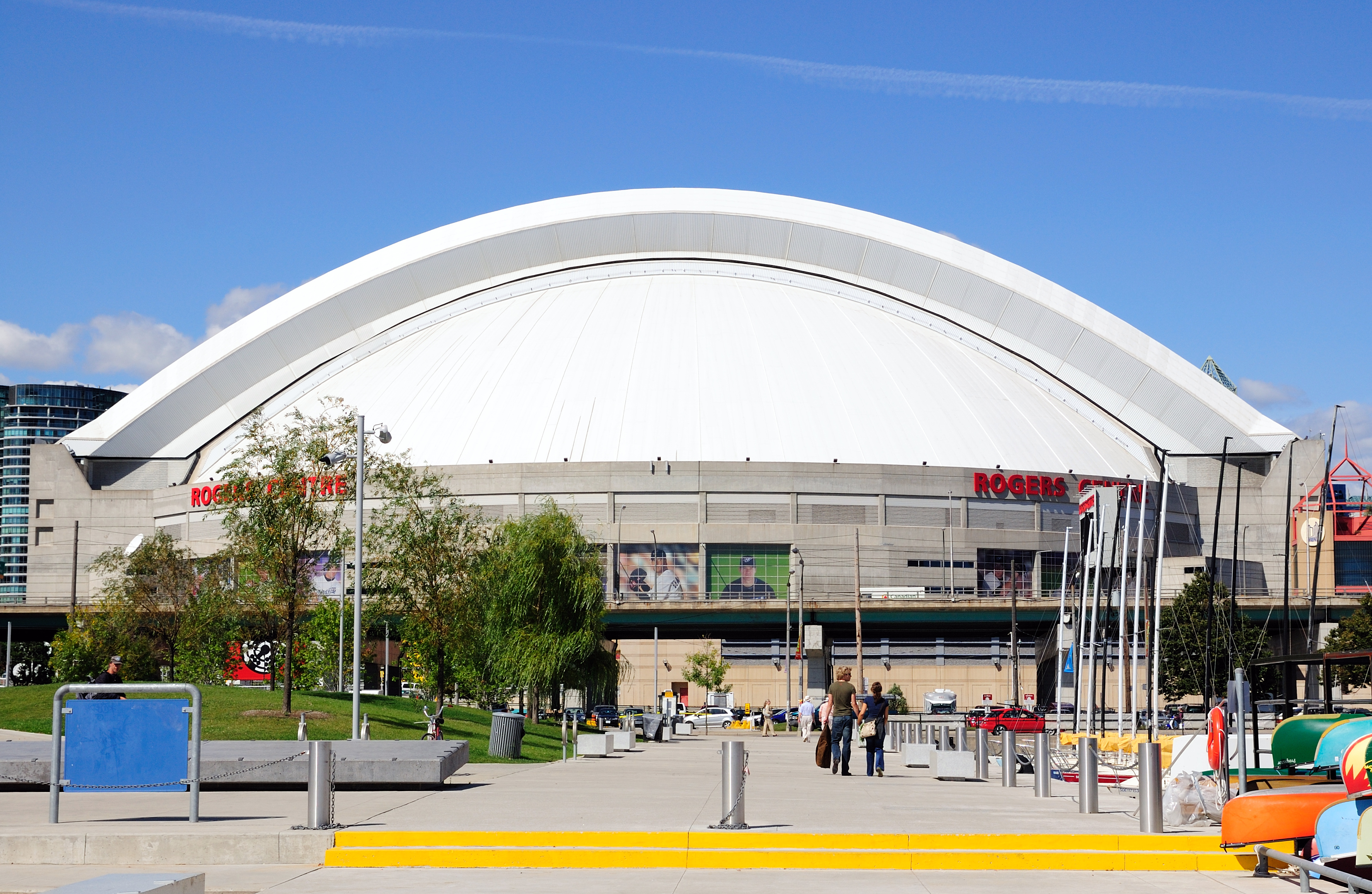
SkyDome din Toronto

## Rezultate
RM - record mondial; RC - record al competiției; AM - record nord-american; AS - record asiatic; RE - record european; OC - record oceanic; SA - record sud-american; RA - record african; RN - record național; PB - cea mai bună performanță a carierei

### Masculin
| Event                | Aur                                                                            | Aur      | Argint                                                                              | Argint     | Bronz                                                                              | Bronz    |
| 60 m                 | Bruny Surin (CAN)                                                              | 6,50 RC  | Frankie Fredericks (NAM)                                                            | 6,51 RN    | Talal Mansour (QAT)                                                                | 6,57     |
| 200 m                | James Trapp (USA)                                                              | 20,63    | Damien Marsh (AUS)                                                                  | 20,71      | Kevin Little (USA)                                                                 | 20,72    |
| 400 m                | Butch Reynolds (USA)                                                           | 45,26 RC | Sunday Bada (NGR)                                                                   | 45,75      | Darren Clark (AUS)                                                                 | 46,45    |
| 800 m                | Tom McKean (GBR)                                                               | 1:47,29  | Charles Nkazamyampi (BDI)                                                           | 1:47,62    | Nico Motchebon (GER)                                                               | 1:48,15  |
| 1500 m               | Marcus O'Sullivan (IRL)                                                        | 3:45,00  | David Strang (GBR)                                                                  | 3:45,30    | Branko Zorko (CRO)                                                                 | 3:45.39  |
| 3000 m               | Gennaro Di Napoli (ITA)                                                        | 7:50,26  | Eric Dubus (FRA)                                                                    | 7:50,57    | Enrique Molina (ESP)                                                               | 7:51,10  |
| 60 m garduri         | Mark McKoy (CAN)                                                               | 7,41 RC  | Colin Jackson (GBR)                                                                 | 7,43       | Tony Dees (USA)                                                                    | 7,43     |
| Ștafetă 4×400 m      | Statele Unite (USA) · Darnell Hall · Brian Irvin · Jason Rouser · Mark Everett | 3:04,20  | Trinidad și Tobago (TRI) · Daziel Jules · Alvin Daniel · Neil de Silva · Ian Morris | 3:07,02 RN | Japonia (JPN) · Masayoshi Kan · Seiji Inagaki · Yoshihiko Saito · Hiroyuki Hayashi | 3:07,30  |
| 5000 m marș          | Mihail Șcennikov (RUS)                                                         | 18:32,10 | Robert Korzeniowski (POL)                                                           | 18:35,91   | Mihail Orlov (RUS)                                                                 | 18:43,48 |
| Săritura în înălțime | Javier Sotomayor (CUB)                                                         | 2,41     | Patrik Sjöberg (SWE)                                                                | 2,39       | Steve Smith (GBR)                                                                  | 2,37     |
| Săritura cu prăjina  | Rodion Gataullin (RUS)                                                         | 5,90     | Grigori Egorov (KAZ)                                                                | 5,80       | Jean Galfione (FRA)                                                                | 5,80     |
| Săritura în lungime  | Iván Pedroso (CUB)                                                             | 8,23     | Joe Greene (USA)                                                                    | 8,13       | Jaime Jefferson (CUB)                                                              | 7,98     |
| Triplusalt           | Pierre Camara (FRA)                                                            | 17,59 RC | Māris Bružiks (LAT)                                                                 | 17,36      | Brian Wellman (BER)                                                                | 17,27    |
| Aruncarea greutății  | Mike Stulce (USA)                                                              | 21,27    | Jim Doehring (USA)                                                                  | 21,08      | Oleksandr Bahaci (UKR)                                                             | 20,63    |

* Atletul a participat doar la calificări, dar a primit o medalie.

### Feminin
| Event                | Aur                                                                           | Aur         | Argint                                                                                      | Argint   | Bronz                   | Bronz    |
| 60 m                 | Gail Devers (USA)                                                             | 6,95 RC     | Irina Privalova (RUS)                                                                       | 6,97     | Janna Tarnopolska (UKR) | 7,21     |
| 200 m                | Irina Privalova (RUS)                                                         | 22,15 RC    | Melinda Gainsford (AUS)                                                                     | 22,73    | Natalia Voronova (RUS)  | 22,90    |
| 400 m                | Sandie Richards (JAM)                                                         | 50,93 RN    | Tatiana Alekseeva (RUS)                                                                     | 51,03    | Jearl Miles (USA)       | 51,37    |
| 800 m                | Maria Mutola (MOZ)                                                            | 1:57,55 RC  | Svetlana Masterkova (RUS)                                                                   | 1:59,18  | Joetta Clark (USA)      | 1:59,86  |
| 1500 m               | Ekaterina Podkopaeva (RUS)                                                    | 4:09,29     | Violeta Beclea (ROU)                                                                        | 4:09,41  | Sandra Gasser (SUI)     | 4:10,99  |
| 3000 m               | Yvonne Murray (GBR)                                                           | 8:50,55     | Margareta Keszeg (ROU)                                                                      | 9:02,89  | Lynn Jennings (USA)     | 9:03,78  |
| 60 m garduri         | Julie Baumann (SUI)                                                           | 7,86        | LaVonna Martin (USA)                                                                        | 7,99     | Patricia Girard (FRA)   | 8,01     |
| Ștafetă 4×400 m      | Jamaica Deon Hemmings, Beverly Grant, Cathy Rattray-Williams, Sandie Richards | 3:32,32     | Statele Unite ale Americii Trevaia Williams, Terri Dendy, Dyan Webber, Natasha Kaiser-Brown | 3:32,50  |                         |          |
| 3000 m marș          | Elena Nikolaeva (RUS)                                                         | 11:49,73 RC | Kerry Saxby-Junna (AUS)                                                                     | 11:53,82 | Ileana Salvador (ITA)   | 11:55,35 |
| Săritura în înălțime | Stefka Kostadinova (BUL)                                                      | 2,02        | Heike Henkel (GER)                                                                          | 2,02     | Inha Babakova (UKR)     | 2,00     |
| Săritura în lungime  | Marieta Ilcu (ROU)                                                            | 6,84        | Susen Tiedtke (GER)                                                                         | 6,84     | Inesa Kraveț (UKR)      | 6,77     |
| Triplusalt           | Inesa Kraveț (UKR)                                                            | 14,47 RC    | Iolanda Cen (RUS)                                                                           | 14,36    | Inna Lasovskaia (RUS)   | 14,35    |
| Aruncarea greutății  | Svetlana Kriveliova (RUS)                                                     | 19,57       | Stephanie Storp (GER)                                                                       | 19,37    | Zhang Liuhong (CHN)     | 19,32    |

* Atleta a participat doar la calificări, dar a primit o medalie.

## Sporturi demonstrative
| Event                                        | Aur                                                                                | Aur     | Argint                                                                          | Argint  | Bronz                                                                   | Bronz   |
| Heptatlon masculin                           | Dan O'Brien Statele Unite ale Americii                                             | 6476    | Mike Smith Canada                                                               | 6279    | Eduard Hämäläinen · Belarus                                             | 6075    |
| Pentatlon feminin                            | Liliana Năstase · România                                                          | 4686    | Urszula Włodarczyk Polonia                                                      | 4667    | Birgit Clarius Germania                                                 | 4641    |
| Ștafetă 800 m, 200 m, 200 m, 400 m, masculin | Statele Unite ale Americii Mark Everett, James Trapp, Kevin Little, Butch Reynolds | 3:15,10 | Brazilia Gilmar dos Santos, André da Silva, Sidnei de Souza, Eronilde de Araujo | 3:16,11 | Canada Freddie Williams, Ricardo Greenidge, Peter Ogilvie, Mark Jackson | 3:16,93 |
| Ștafetă 800 m, 200 m, 200 m, 400 m, feminin  | Statele Unite ale Americii Joetta Clark, Wendy Vereen, Kim Batten, Jearl Miles     | 3:45,90 | Canada Donalda Duprey, Sonia Paquette, Mame Twumasi, Alanna Yakiwchuk           | 3:56,34 |                                                                         |         |

## Clasament pe medalii
| Loc   | Țară                       | Aur | Argint | Bronz | Total |
| ----- | -------------------------- | --- | ------ | ----- | ----- |
| 1     | Rusia                      | 6   | 4      | 3     | 13    |
| 2     | Statele Unite ale Americii | 5   | 4      | 5     | 14    |
| 3     | Regatul Unit               | 2   | 2      | 1     | 5     |
| 4     | Cuba                       | 2   | –      | 1     | 3     |
| 5     | Canada                     | 2   | –      | –     | 2     |
| 5     | Jamaica                    | 2   | –      | –     | 2     |
| 7     | România                    | 1   | 2      | –     | 3     |
| 8     | Franța                     | 1   | 1      | 2     | 4     |
| 9     | Ucraina                    | 1   | –      | 4     | 5     |
| 10    | Italia                     | 1   | –      | 1     | 2     |
| 10    | Elveția                    | 1   | –      | 1     | 2     |
| 12    | Bulgaria                   | 1   | –      | –     | 1     |
| 12    | Irlanda                    | 1   | –      | –     | 1     |
| 12    | Mozambic                   | 1   | –      | –     | 1     |
| 15    | Australia                  | –   | 3      | 1     | 4     |
| 15    | Germania                   | –   | 3      | 1     | 4     |
| 17    | Burundi                    | –   | 1      | –     | 1     |
| 17    | Kazahstan                  | –   | 1      | –     | 1     |
| 17    | Letonia                    | –   | 1      | –     | 1     |
| 17    | Namibia                    | –   | 1      | –     | 1     |
| 17    | Nigeria                    | –   | 1      | –     | 1     |
| 17    | Polonia                    | –   | 1      | –     | 1     |
| 17    | Suedia                     | –   | 1      | –     | 1     |
| 17    | Trinidad-Tobago            | –   | 1      | –     | 1     |
| 25    | Bermuda                    | –   | –      | 1     | 1     |
| 25    | China                      | –   | –      | 1     | 1     |
| 25    | Japonia                    | –   | –      | 1     | 1     |
| 25    | Qatar                      | –   | –      | 1     | 1     |
| 25    | Croația                    | –   | –      | 1     | 1     |
| 25    | Spania                     | –   | –      | 1     | 1     |
| Total | Total                      | 27  | 27     | 26    | 80    |

## Participarea României la campionat
19 atleți au reprezentat România.
- Marieta Ilcu – lungime - locul 1
- Liliana Năstase – pentatlon - locul 1 (sport demonstrativ), 60 m garduri - locul 18
- Violeta Beclea – 1500 m - locul 2
- Margareta Keszeg – 3000 m - locul 2
- Galina Astafei – înălțime - locul 4
- Bogdan Tudor – lungime - locul 5
- Ella Kovacs – 800 m - locul 5
- George Boroi – 60 m garduri - locul 6
- Petra Văideanu – pentatlon - locul 6 (sport demonstrativ)
- Costică Bălan – 5000 m marș - locul 7
- Mirela Dulgheru – lungime - locul 8
- Sorin Matei – înălțime - locul 9
- Daniel Cojocaru – 60 m - locul 11, 200 m - locul 16
- Ovidiu Olteanu – 3000 m - locul 11
- Mitica Constantin – 800 m - locul 11
- Mihaela Oană – greutate - locul 11
- Gheorghe Gușet – greutate - locul 12
- Iolanda Oanță – triplusalt - locul 13
- Monica Toth – triplusalt - locul 18

## Participarea Republicii Moldova la campionat
Două atlete au reprezentat Republica Moldova.
- Inna Gliznuța – înălțime - locul 14
- Olga Bolșova – înălțime - locul 16